# Ключи (Галичский район)
Ключи́ — деревня в составе Дмитриевского сельского поселения Галичского района Костромской области России.

## География
Деревня расположена на берегу речки Тора.

## История
Согласно Спискам населённых мест Российской империи в 1872 году деревня относилась к 2 стану Галичского уезда Костромской губернии. В ней числилось 8 дворов, проживало 30 мужчин и 34 женщины.
Согласно переписи населения 1897 года в деревне проживало 104 человека (44 мужчины и 60 женщин).
Согласно Списку населённых мест Костромской губернии в 1907 году деревня относилось к Фоминской казённой волости Галичского уезда Костромской губернии. По сведениям волостного правления за 1907 год в ней числилось 23 крестьянских двора и 128 жителей. Основными занятиями жителей деревни были малярный промысел и сельскохозяйственные работы.
До муниципальной реформы 2010 года деревня также входила в состав Дмитриевского сельского поселения.

## Население
| 2008 | 2010 | 2012 | 2014 |
| ---- | ---- | ---- | ---- |
| 2    | ↘0   | ↗2   | →2   |

## Известные уроженцы
- Никоноров, Николай Сергеевич (1900—1980) — советский военачальник, полковник.